# Anampses neoguinaicus
Anampses neoguinaicus är en fiskart som beskrevs av Bleeker, 1878. Anampses neoguinaicus ingår i släktet Anampses och familjen läppfiskar. IUCN kategoriserar arten globalt som livskraftig. Inga underarter finns listade i Catalogue of Life.

## Bildgalleri

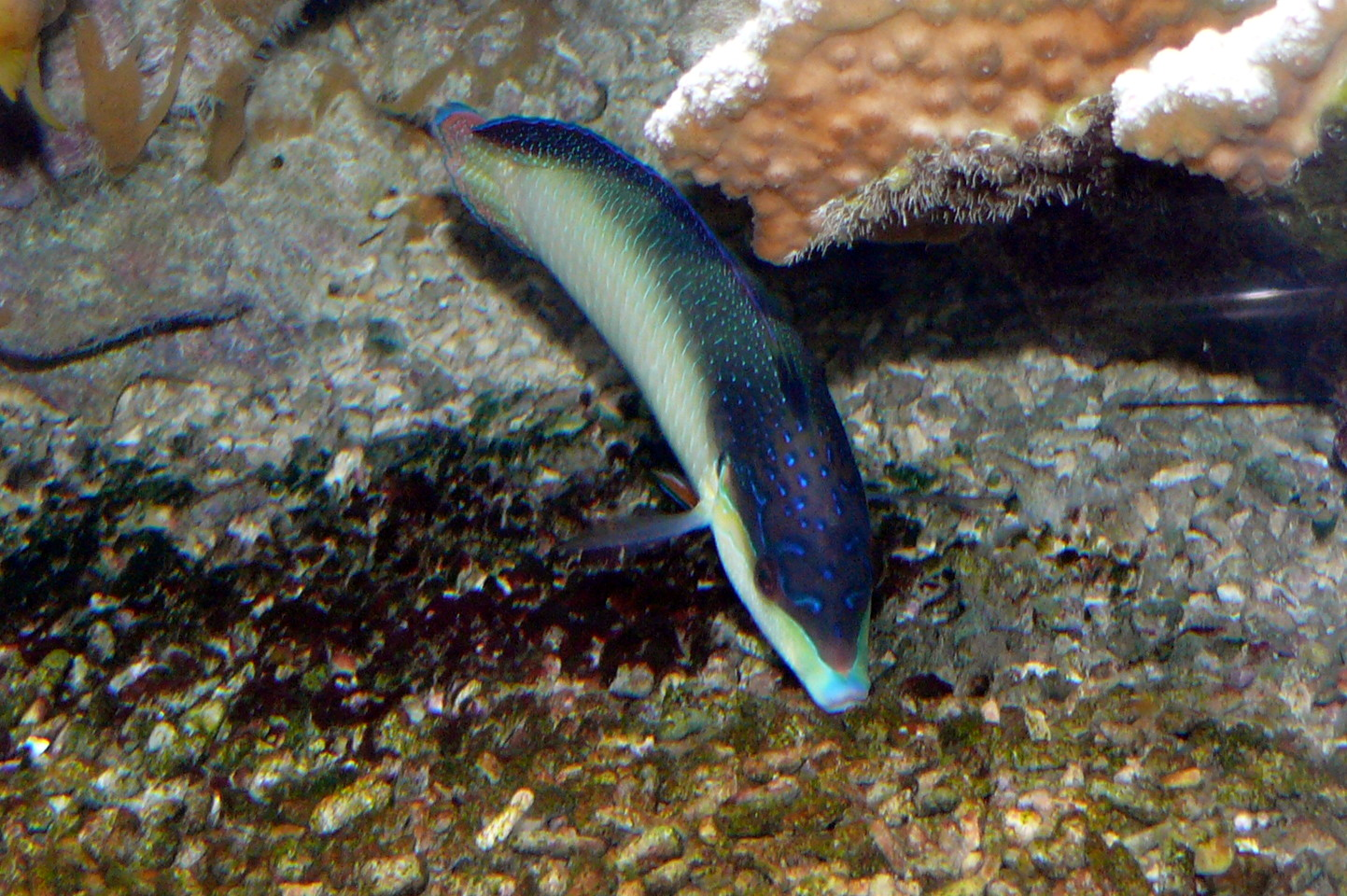
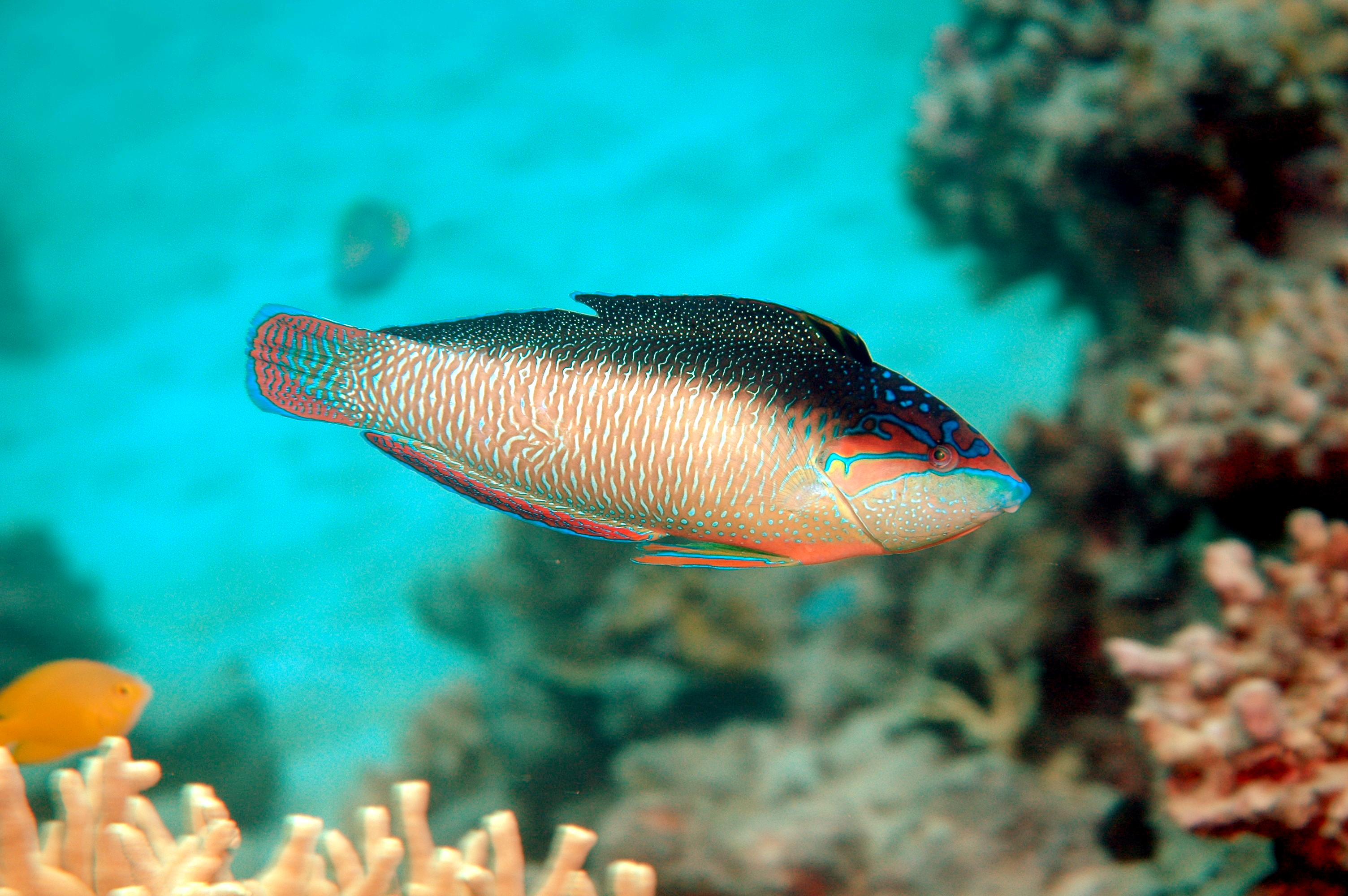